# Проституция в Туркменистане
Проституция в Туркменистане незаконна, но распространена. После распада Советского Союза внутри страны возросла проституция. Бедность является одной из причин, по которой женщины стали заниматься проституцией иногда под давлением членов семьи.
Проститутки часто посещают бары, казино и ночные клубы, некоторые из них зависимы от героина. В Дашогузе, крупной остановке грузовиков, многие «ночные бабочки» обслуживают водителей грузовиков в ночных парках грузовиков.
Правоохранительные органы коррумпированы. Полиция преследует иностранцев, снимающих проституток, сообщая им, что двум не состоящим в браке людям противоположного пола незаконно находиться в одной комнате отеля, грозя «штрафом». Во время репрессий со стороны полиции любая одинокая женщина в ночном клубе во время рейда может быть арестована как проститутка.
Секс-трафик является проблемой в Туркменистане.

## Законодательство
Уголовный кодекс Туркменистана содержит следующие статьи, криминализирующие проституцию и связанную с ней деятельность:
Статья 138. Практика проституции
Повторная практика проституции в течение года после наложения административного взыскания наказывается штрафом в размере до 40 средних месячных заработных плат или исправительными работами на срок до 2 лет или лишением свободы на срок до 2 лет.
Статья 139. Подстрекательство к проституции
(1) Подстрекательство к проституции наказывается исправительными работами на срок до 2 лет или лишением свободы на срок до 2 лет.
(2) Это же действие, если оно совершено:
(а) неоднократно;
(б) группой заговорщиков;
с) в отношении несовершеннолетнего;
d) с применением физического насилия или угрозой его применения;
е) с использованием шантажа или обмана;
наказывается лишением свободы на срок от 3 до 8 лет.
Статья 140. Открытие или содержание публичного дома
(1) Создание или содержание публичного дома наказывается лишением свободы на срок до 5 лет, с конфискацией имущества или без таковой, с наложением или без наложения обязательного постановления о проживании на срок от 2 и 5 лет.
(2) Эти действия, если они совершены повторно, наказываются лишением свободы на срок от 3 до 8 лет, с конфискацией имущества или без таковой, с наложением или без наложения обязательного постановления о проживании на срок от 2 до 5 лет.
Статья 141. Проксенетизм
(1) Проксенетизм наказывается лишением свободы на срок до 5 лет с конфискацией имущества или без таковой.
(2) Это деяние, совершенное повторно, наказывается лишением свободы на срок от 3 до 8 лет с конфискацией имущества или без таковой.

## Проституция и VIP-персоны
Под председательством Сапармурата Ниязова была введена форма государственной проституции. Из провинциальных городов в Ашхабад были отправлены хорошо выглядящие школьницы и студентки университетов, которые обучались «развлекать» высокопоставленных чиновников и высокопоставленных лиц.
Студентов были выбраны местные чиновники. Они должны были быть от 17 до 20 лет, быть высокими, стройными и иметь хорошие волосы и зубы. Отказаться от выбора было невозможно. Первоначально они могли быть любой этнической принадлежности, но позже были выбраны только «чистокровные» туркменские женщины.
Переехав в Ашхабад, они обучались этикету, вежливым манерам, сервировке посуды и подаче блюд. Они также «обслуживали» чиновников более низкого ранга.

## Секс-торговля
Туркменистан является страной-источником женщин, подвергаются сексуальной торговле в том числе и дети. Турция, Россия и Индия являются наиболее частыми местами назначения туркменских жертв, за которыми следуют другие страны Ближнего Востока, Южной и Центральной Азии и Европы. Жители сельских районов Туркменистана подвергаются наибольшему риску стать жертвами торговли людьми как внутри страны, так и за ее пределами.
Статья 129/1 Уголовного кодекса с поправками, внесенными в ноябре 2016 года, определяет торговлю людьми как действия, совершаемые силой, мошенничеством или принуждением, но, как представляется, не включает в свое определение цель преступления, которым является эксплуатация. Он также освобождает жертв торговли людьми от уголовной ответственности за действия, совершенные в результате торговли людьми. Статья 129/1 предусматривает наказание от 4 до 25 лет лишения свободы. Женщинам до 35 лет запрещено летать в Турцию или Объединенные Арабские Эмираты (ОАЭ).
Государственный департамент США по контролю и борьбе с торговлей людьми считает Туркменистан страной «третьего уровня».